# Gilberto Aceves Navarro

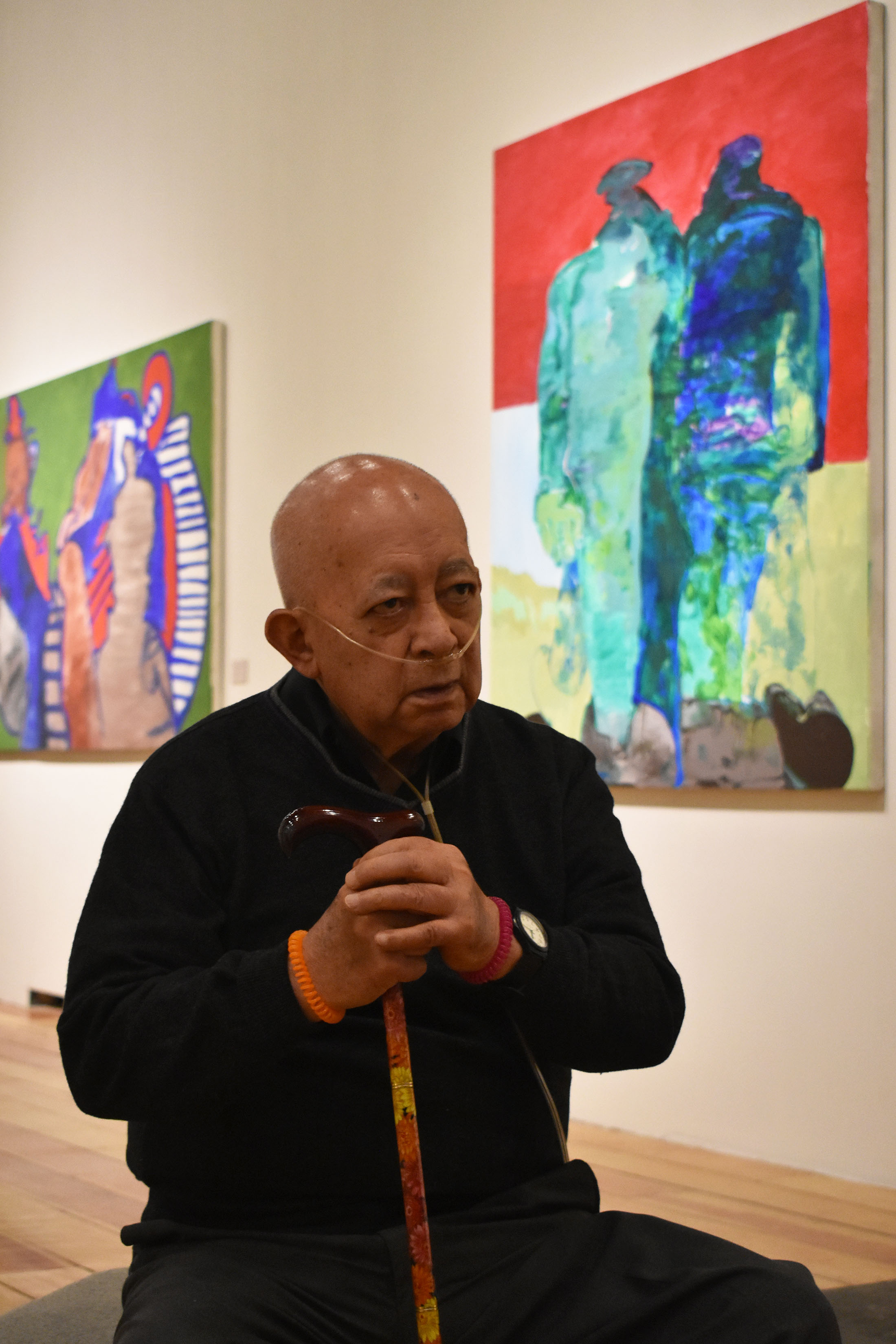
Gilberto Aceves Navarro im Juli 2019

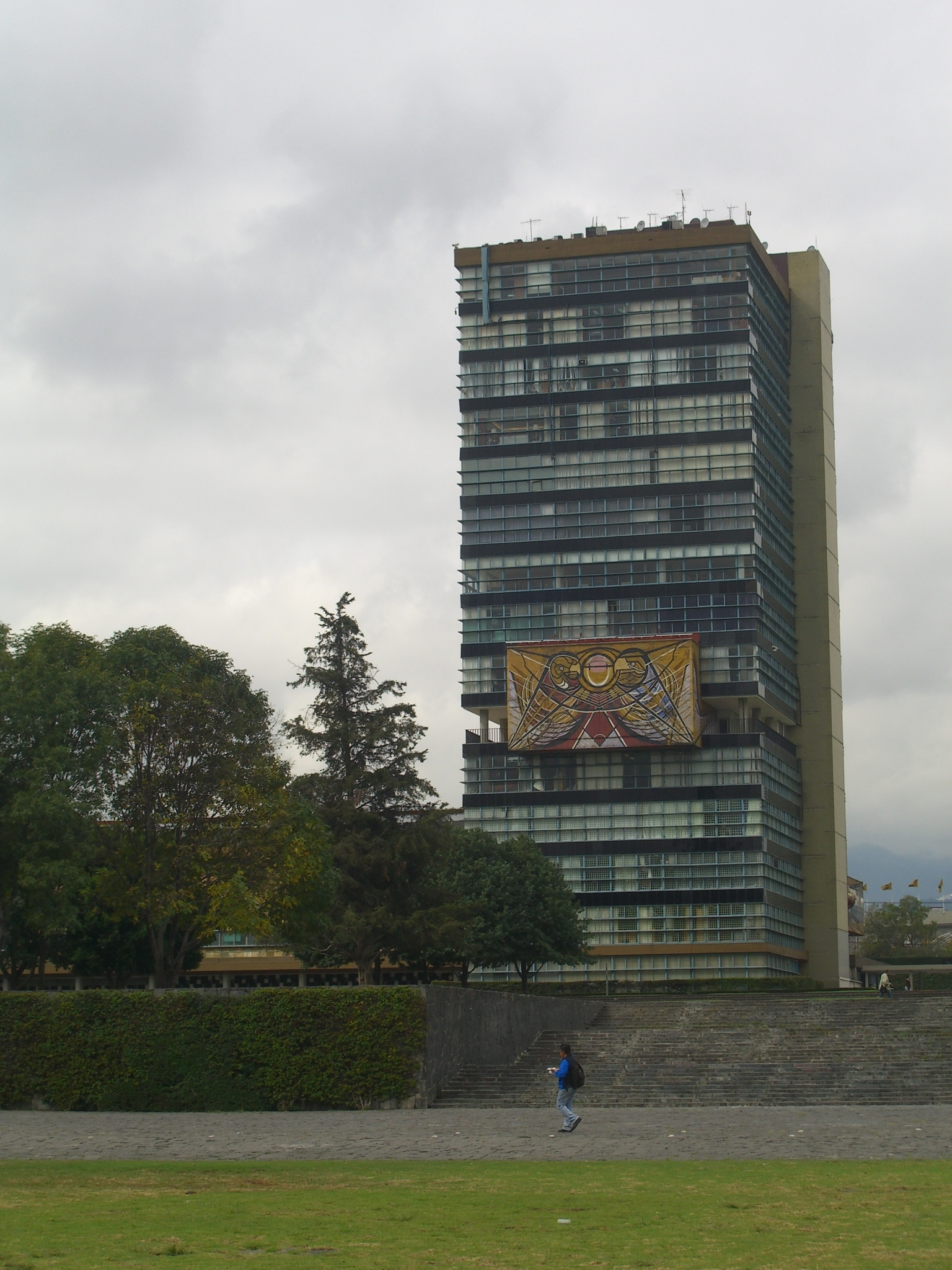
Wandbild am UNAM-Rectoría
1952 mit Alfaro Siqueiros

Gilberto Horacio Aceves Navarro (* 24. September 1931 in Mexiko-Stadt; † 21. Oktober 2019) war ein mexikanischer Maler.

## Biografie
Aceves studierte ab 1950 an der ENPEG „La Esmeralda“ unter Enrique Assad, Ignacio Aguirre und Carlos Orozco Romero. Zusammen mit David Alfaro Siqueiros arbeitete er 1952 zwischenzeitlich an den Wandgemälden des Rektoratsturms der Universidad Nacional Autónoma de México und trat 1953 wieder in die „La Esmeralda“ ein und studierte dort Grafik, zusammen mit dem späteren Leiter der Schule Isidoro Ocampo.
Von 1957 bis 1961 dozierte er am Institut für mexikanisch-nordamerikanischen Kulturaustausch in Los Angeles. Seit 1971 lehrt er an der aus der Academia de San Carlos hervorgegangenen nationalen Bildhauerschule Escuela Nacional de Artes Plásticas der UNAM und seit 1998 auch in der Lehrwerkstadt in der Colonia Roma, einer Siedlung in Mexiko-Stadt. Er ist Mitglied der Academia de Artes.
Aceves Nahm an zahlreichen nationalen und auch internationalen Ausstellung und Biennalen teil. Bei der Biennale in Cannes erhielt er eine Ehrenerwähnung und wurde auch von der UNAM mit einem Preis ausgezeichnet.